# Leucanopsis syggenes
Leucanopsis syggenes är en fjärilsart som beskrevs av George Francis Hampson 1920. Leucanopsis syggenes ingår i släktet Leucanopsis och familjen björnspinnare. Inga underarter finns listade i Catalogue of Life.